# 광주광역시의 민속문화재
광주광역시의 민속문화재는 민속문화재 중에서 광주광역시 내에 있는 문화재를 의미한다.

## 지정목록
| 번호  | 사진 | 명칭                                              | 소재지                                     | 관리자 (단체)      | 지정일                | 참조 |
| 1호   |      | 이장우가옥 (李章雨家屋)                           | 광주 남구 양림동 128                       | 학교법인해인학원   | 1989년 3월 20일 지정  |      |
| 2호   |      | 최승효가옥 (崔昇孝家屋)                           | 광주 남구 양림동 166-19                    | 최승효             | 1989년 3월 20일 지정  |      |
| 3호   |      | 김용학가옥 (金容鶴家屋)                           | 광주 북구 매곡동 306                       | 김성중             | 1989년 3월 20일 지정  |      |
| 4호   |      | 강진김해김씨가상여 (康津金海金氏家喪輿)           | 광주 북구 용봉동 1004-4 광주시립민속박물관 | 광주시립민속박물관 | 1989년 3월 20일 지정  |      |
| 5호   |      | 입석마을입석 (立石마을立石)                       | 광주 광산구 산수동 225                     | 오형열             | 1989년 3월 20일 지정  |      |
| 6호   |      | 광산노씨분묘출토명기류 (光山盧氏墳墓出土明器類)   | 광주 북구 용봉동 1004-4 광주시립민속박물관 | 시립민속박물관     | 1990년 11월 15일 지정 |      |
| 6-1호 |      | 중륜묘출토품 (仲崙墓出土品)                       | 광주 북구 용봉동 1004-4                    | 시립민속박물관     | 1990년 11월 15일 지정 |      |
| 6-1호 |      | 청동수저 (청동수저)                               | 광주 북구 용봉동 1004-4                    | 시립민속박물관     | 1990년 11월 15일 지정 |      |
| 6-1호 |      | 청동젓가락 (청동젓가락)                           | 광주 북구 용봉동 1004-4                    | 시립민속박물관     | 1990년 11월 15일 지정 |      |
| 6-2호 |      | 한경묘출토품 (漢經墓出土品)                       | 광주 북구 용봉동 1004-4                    | 시립민속박물관     | 1990년 11월 15일 지정 |      |
| 6-2호 |      | 동경 (광주광역시의 민속문화재 6-2호)\|동경 (동경) | 광주 북구 용봉동 1004-4                    | 시립민속박물관     | 1990년 11월 15일 지정 |      |
| 6-2호 |      | 철제가위 (철제가위)                               | 광주 북구 용봉동 1004-4                    | 시립민속박물관     | 1990년 11월 15일 지정 |      |
| 6-3호 |      | 옥손묘출토품 (玉孫墓出土品)                       | 광주 북구 용봉동 1004-4                    | 시립민속박물관     | 1990년 11월 15일 지정 |      |
| 6-3호 |      | 도우 (공예)\|도우 (陶偶)                          | 광주 북구 용봉동 1004-4                    | 시립민속박물관     | 1990년 11월 15일 지정 |      |
| 6-3호 |      | 철회백자마형기 (鐵繪白磁馬形器)                   | 광주 북구 용봉동 1004-4                    | 시립민속박물관     | 1990년 11월 15일 지정 |      |
| 6-3호 |      | 술띠 (술띠)                                       | 광주 북구 용봉동 1004-4                    | 시립민속박물관     | 1990년 11월 15일 지정 |      |
| 6-3호 |      | 유리구슬 (유리구슬)                               | 광주 북구 용봉동 1004-4                    | 시립민속박물관     | 1990년 11월 15일 지정 |      |
| 6-3호 |      | 백자호형명기 (白磁壺形明器)                       | 광주 북구 용봉동 1004-4                    | 시립민속박물관     | 1990년 11월 15일 지정 |      |
| 6-3호 |      | 완형명기 (완形明器)                               | 광주 북구 용봉동 1004-4                    | 시립민속박물관     | 1990년 11월 15일 지정 |      |
| 6-3호 |      | 명형명기 (皿形明器)                               | 광주 북구 용봉동 1004-4                    | 시립민속박물관     | 1990년 11월 15일 지정 |      |
| 6-3호 |      | 항아리형기 (항아리形器)                           | 광주 북구 용봉동 1004-4                    | 시립민속박물관     | 1990년 11월 15일 지정 |      |
| 6-3호 |      | 병형명기 (甁形明器)                               | 광주 북구 용봉동 1004-4                    | 시립민속박물관     | 1990년 11월 15일 지정 |      |
| 7호   |      | 필문이선제부조묘 (畢門李先齊不조廟)               | 광주 남구 원산동 535-1                     | 광산이씨문중       | 1990년 11월 15일 지정 |      |
| 8호   |      | 광주 서원문 밖 석장승                             | 광주 북구 용봉로 77 전남대학교             | 전남대학교         | 2017년 1월 1일 지정   |      |
| 9호   |      | 목장승                                            | 광주 북구 용봉로 77 전남대학교             | 전남대학교         | 2017년 1월 1일 지정   |      |